# Европски пут Е761
Европски пут E761 је европски пут класе Б, који пролази кроз Босну и Херцеговину и Србију. Укупна дужина пута износи 742 километара.
Земље и градови кроз које пролази су:
- Босна и Херцеговина:

1. Федерација Босне и Херцеговине: Бихаћ — Јајце — Доњи Вакуф — Зеница — Сарајево
2. Република Српска: Вишеград

- Србија: Ужице — Чачак — Краљево — Крушевац — Појате — Параћин — Зајечар

Овај пут је повезан са сљедећим европским путевима:
- Е71
- Е73
- Е762

## Планови
Просторним планом Босанско-подрињског кантона је предвиђена реконструкција пута М-5 на релацији Горажде – Ново Горажде.